# Kings Dominion

Kings Dominion är en nöjespark som är belägen intill I-95 (30 km norr om Richmond och 120 km söder om Washington, D.C.) i Doswell, Hanover County, Virginia, USA.
Parken öppnade för första gången 1975. Namnet kommer dels från systerparken Kings Island utanför Mason, Ohio och dels från smeknamnet för delstaten Virginia "Old Dominion." De ursprungliga ägaren till såväl Kings Island och Kings Dominion var Family Leisure Centers (ett bolag samägt av Taft Broadcasting Company och Top Value Enterprises).
1992 öppnade vattenparken WaterWorks innanför grindarna, samma vattenpark bytte 2015 namn till Soak City. Mellan 1993 och 2006 ägdes parken av Paramount Parks och namnet var då Paramount's Kings Dominion. Sedan 2006 ägs den av Cedar Fair.

## Bildgalleri

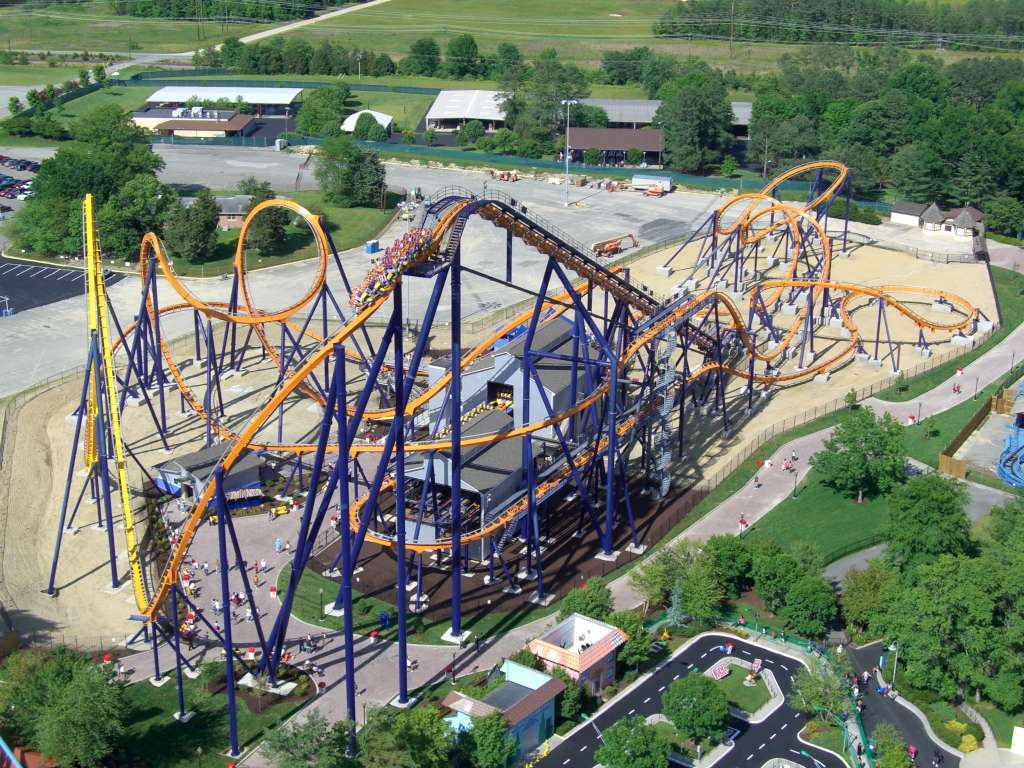
Dominator, golvlös bergochdalbana från Bolliger & Mabillard, öppnad 2006
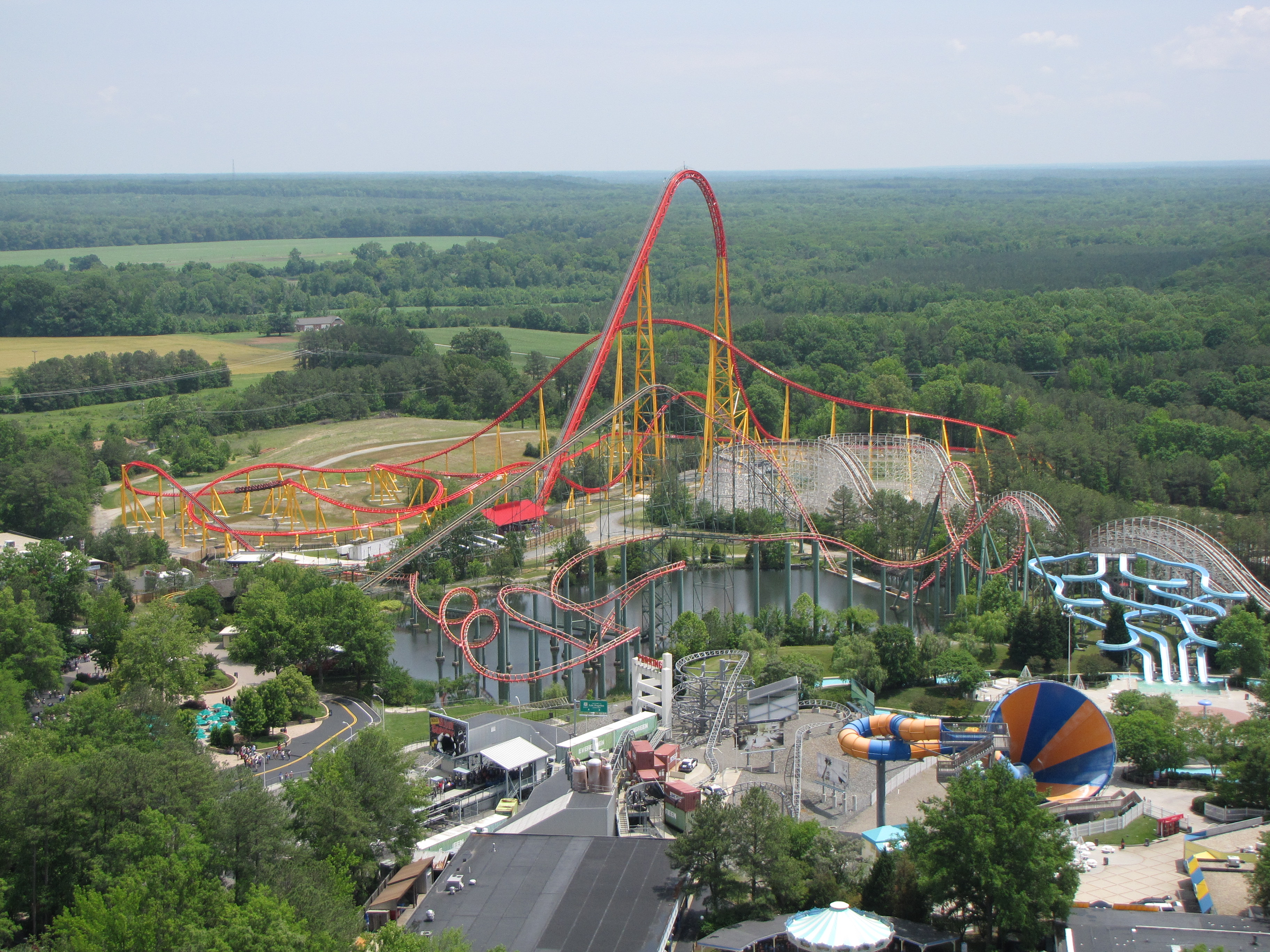
Project 305 (i rött och gult) öppnad 2010, vy från parkens replik av Eiffeltornet.